# Pueblo Viejo (Guerrero)
Pueblo Viejo es una localidad del estado mexicano de Guerrero. Es parte del municipio de Coyuca de Benítez.

## Demografía
| Gráfica de evolución demográfica |
|                                  |

| Censo | Población |
| ----- | --------- |
| 1900  |           |
| 1910  | 375       |
| 1921  | 569       |
| 1930  | 471       |
| 1940  | 468       |
| 1950  | 796       |
| 1960  | 684       |
| 1970  | 890       |
| 1980  | 1 332     |
| 1990  | 1 458     |
| 2000  | 1 662     |
| 2010  | 1 539     |
| 2020  | 1 378     |